# برنك (كامبريدجشير)
برنك (بالإنجليزية: Barnack)‏ هي قرية وأبرشية مدنية تقع في المملكة المتحدة في إنجلترا. يقدر عدد سكانها بـ 931 نسمة .